# Dunure Castle

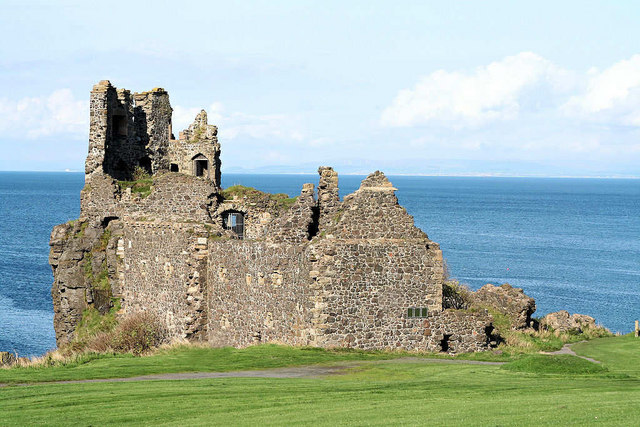
Ruinen von Dunure Castle

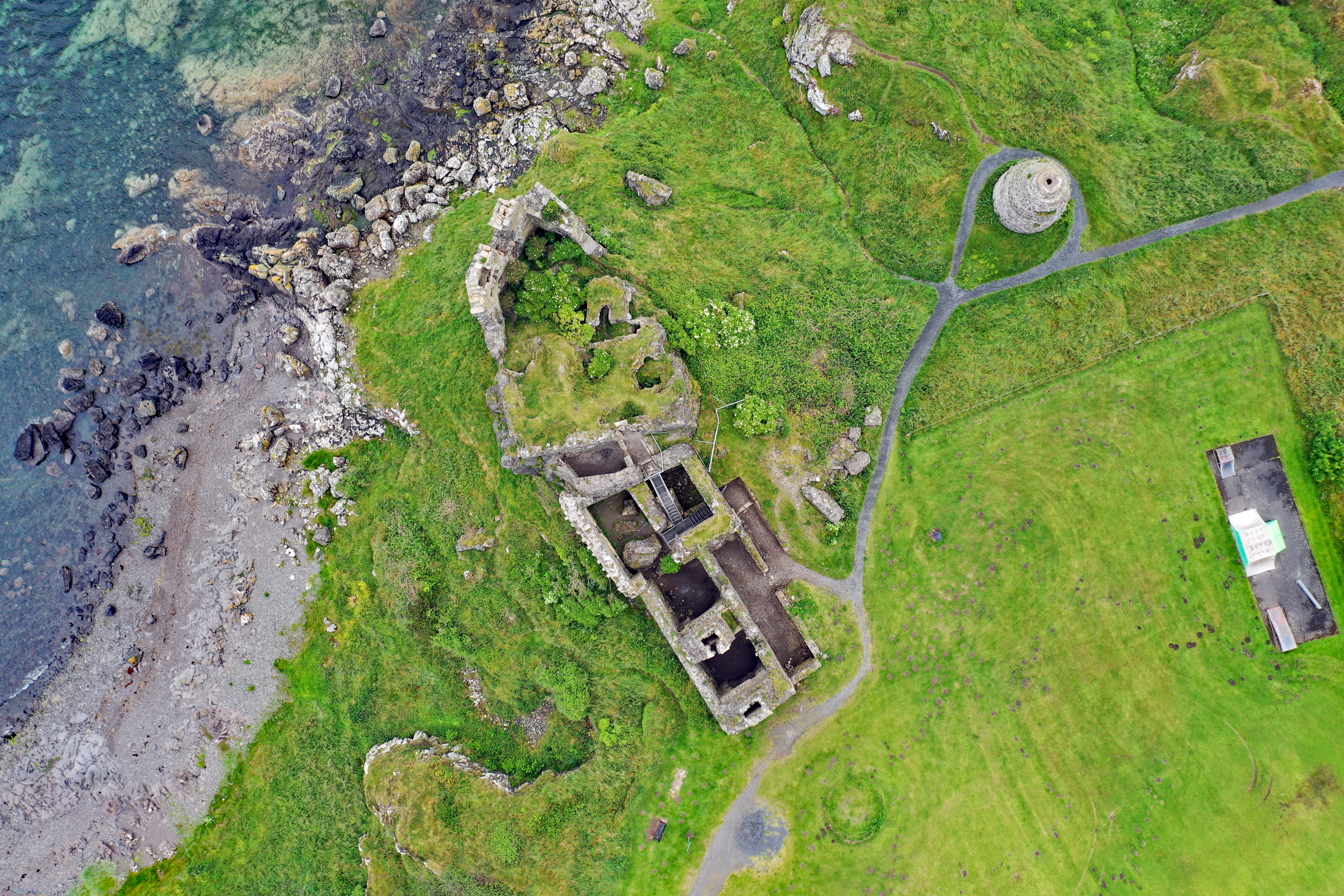
Luftansicht von Dunure Castle

Dunure Castle ist eine Burgruine in der schottischen Ortschaft Dunure in der Council Area South Ayrshire. Sie liegt auf einem Felsvorsprung an der Küste des Firth of Clyde. Die Anlage ist als Scheduled Monument klassifiziert.

## Geschichte
Der Clan Kennedy erbaute Dunure Castle im 13. Jahrhundert. In den folgenden Jahrhunderten zählte es zu den Hauptsitzen der Kennedys, der späteren Earls of Cassillis. Im Laufe der Jahrhunderte wurde die Burg mehrfach umgestaltet und erweitert. Unter anderem wurde eine außenliegende Kapelle mit Bleiglasfenstern erbaut, von der heute keine Überreste mehr vorhanden sind. Möglicherweise wurde sie im Zuge einer Belagerung in den 1570er Jahren zerstört. Es ist belegt, dass die schottische Königin Maria Stuart drei Nächte auf Dunure Castle verbrachte. Der Niedergang der Anlage wird auf die Mitte des 17. Jahrhunderts datiert. Im Jahre 1694 wurde Dunure Castle als Ruine beschrieben. In der Folgezeit verschlechterte sich der Zustand durch Steindiebstahl zunehmend. Eine Reihe von Außengebäuden war noch bis etwa 1860 bewohnt.

## Taubenturm

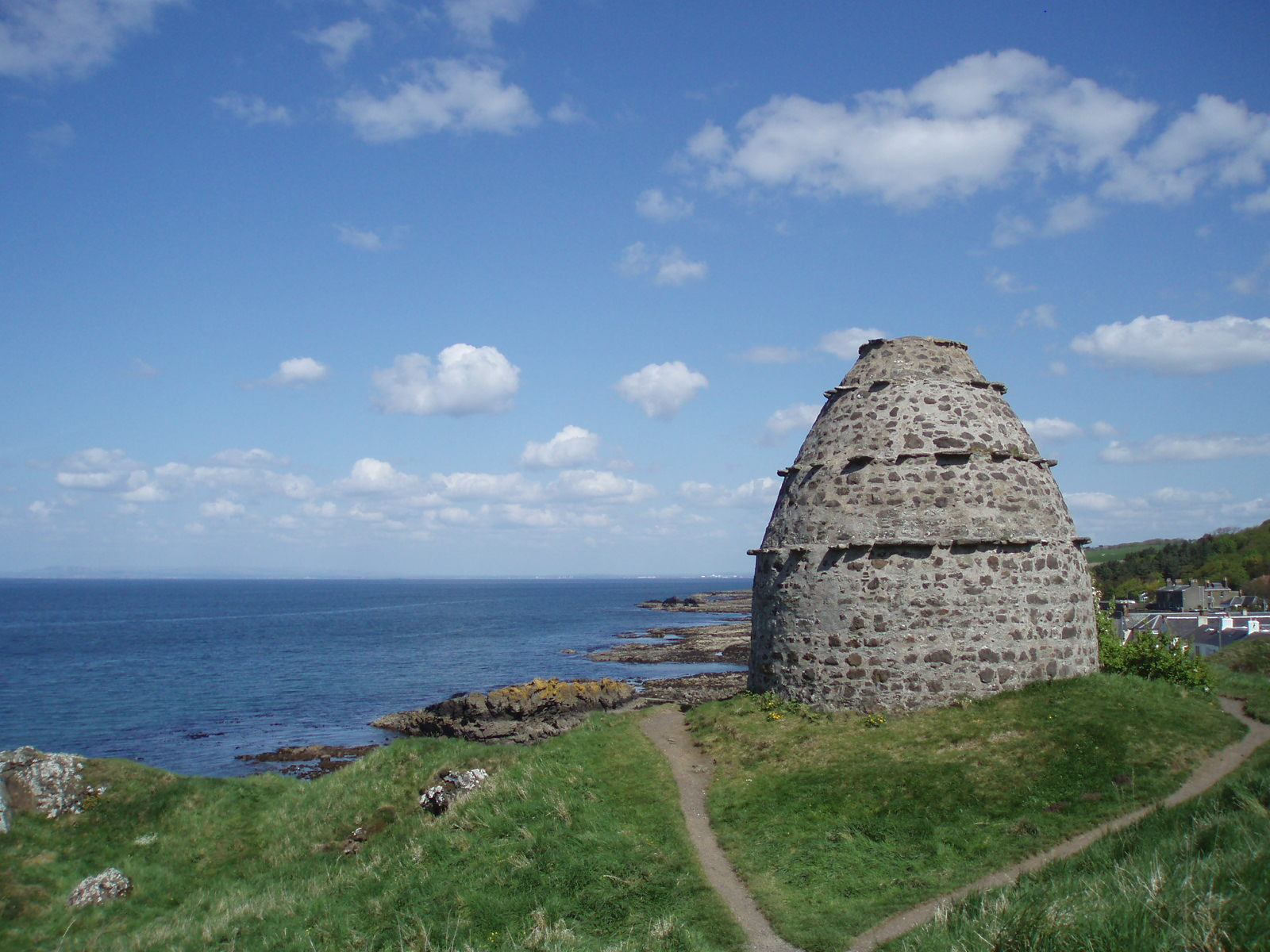
Taubenturm von Dunure

Der Taubenturm von Dunure liegt rund 50 m nordöstlich der Burg. Bezüglich des Bauzeitraums existieren unterschiedliche Einschätzungen. Das Bauwerk stammt entweder aus dem 16. oder 17. Jahrhundert. Es handelt sich um einen runden Turm, der im Stile einer Bienenkorbhütte gestaltet ist.